# Zonser Hörspieltage
Die Arbeit an Hörspielen in deutschen Mundarten bzw. Regiolekten wie auch der niederdeutschen Sprache führte 1987 zur Gründung des Arbeitskreises „Regionales Hörspiel“, damals noch unter dem Dach der Zentralen Fortbildungsstelle für Programmmitarbeiter von ARD und ZDF. Mit Beitritt des Schweizer Radios DRS und des Internationalen Mundartarchivs „Ludwig Soumagne“ des Rhein-Kreises Neuss (IMA) entschied sich der Arbeitskreis, seine jährliche Fachtagung im Kulturzentrum des Rhein-Kreises Neuss in Zons stattfinden zu lassen, dem Standort des IMA, wo sie 1993 zum ersten Mal durchgeführt wurden. Seitdem ist das IMA Veranstalter der Zonser Hörspieltage.
Neben den Hörspielschaffenden der öffentlich-rechtlichen Sendeanstalten Deutschlands, Österreichs und der Schweiz beteiligen sich auch Autoren, Journalisten und Wissenschaftler an dem regen Austausch über Tendenzen des regionalen Hörspiels wie auch Produktionsbedingungen in den jeweiligen Sendeanstalten. Im Mittelpunkt der Zonser Hörspieltage stehen die neuen regionalen Hörspielproduktionen, die im vorausgegangenen Jahr entstanden bzw. ausgestrahlt wurden. Sprache und Thematik stiften bei diesen Hörstücken den Bezug zur Region. Aus den vorliegenden Beiträgen wählt die Fachjury das beste regionale Hörspiel wie auch den besten Darsteller. Höhepunkt der Zonser Hörspieltage ist die öffentliche Preisvergabe des Zonser Hörspielpreises und des Zonser Darstellerpreises.